# Calumma glawi
Espèce
Statut de conservation UICN

 EN B1ab(iii) : En danger
Statut CITES
Calumma glawi est une espèce de sauriens de la famille des Chamaeleonidae.

## Répartition
Cette espèce est endémique de la région de Vatovavy-Fitovinany à Madagascar.

## Étymologie
Cette espèce est nommée en l'honneur de Frank Glaw.

## Publication originale
- Böhme, 1997 : Eine neue Chamäleonart aus der Calumma gastrotaenia-Verwandtschaft Ost-Madagaskars. Herpetofauna, vol. 19, n. 107, p. 5-10.